# Chalmers (Indiana)
Chalmers es un pueblo ubicado en el condado de White en el estado estadounidense de Indiana. En el Censo de 2010 tenía una población de 508 habitantes y una densidad poblacional de 787,71 personas por km².

## Geografía
Chalmers se encuentra ubicado en las coordenadas 40°39′45″N 86°52′3″O / 40.66250, -86.86750. Según la Oficina del Censo de los Estados Unidos, Chalmers tiene una superficie total de 0.64 km², de la cual 0.64 km² corresponden a tierra firme y (0%) 0 km² es agua.

## Demografía
Según el censo de 2010, había 508 personas residiendo en Chalmers. La densidad de población era de 787,71 hab./km². De los 508 habitantes, Chalmers estaba compuesto por el 97.05% blancos, el 0% eran afroamericanos, el 0% eran amerindios, el 0.2% eran asiáticos, el 0% eran isleños del Pacífico, el 1.77% eran de otras razas y el 0.98% pertenecían a dos o más razas. Del total de la población el 2.17% eran hispanos o latinos de cualquier raza.